# ألدو نانيني
ألدو نانيني (بالإسبانية: Aldo Nannini) (الولادة 1951 - الوفاة 1977) كان متسابق دراجات نارية فنزويلي. نافس في سباقات بطولة العالم لفئة 250 سي سي ولفئة 50 سي سي.

## نتائج الجائزة الكبرى
| المركز | 1  | 2  | 3  | 4 | 5 | 6 | 7 | 8 | 9 | 10 |
| النقاط | 15 | 12 | 10 | 8 | 6 | 5 | 4 | 3 | 2 | 1  |

(مفتاح) (السباقات بالخط العريض تشير لموقع الانطلاق; السباقات بالخط المائل تشير لأسرع لفة)
| السنة | الفئة     | الفريق         | الدراجة   | 1         | 2         | 3       | 4         | 5       | 6            | 7         | 8        | 9         | 10        | 11      | 12         | النقاط | الترتيب | الفوز |
| ----- | --------- | -------------- | --------- | --------- | --------- | ------- | --------- | ------- | ------------ | --------- | -------- | --------- | --------- | ------- | ---------- | ------ | ------- | ----- |
| 1977  | 250 سي سي | فنموتوس-ياماها | تي زد 250 | فنزويلا 7 | ألمانيا 8 | الأمم - | إسبانيا - | فرنسا - | يوغوسلافيا - | هولندا 14 | بلجيكا - | السويد 17 | فنلندا 13 | تشيك 12 | بريطانيا 2 | 19     | 15      | 0     |